# Maestro di Hoogstraeten
Il Maestro di Hoogstraeten (fl. XVI secolo) è stato un pittore anonimo fiammingo, forse originario di Bruges, attivo ad Anversa all'inizio del XVI secolo.

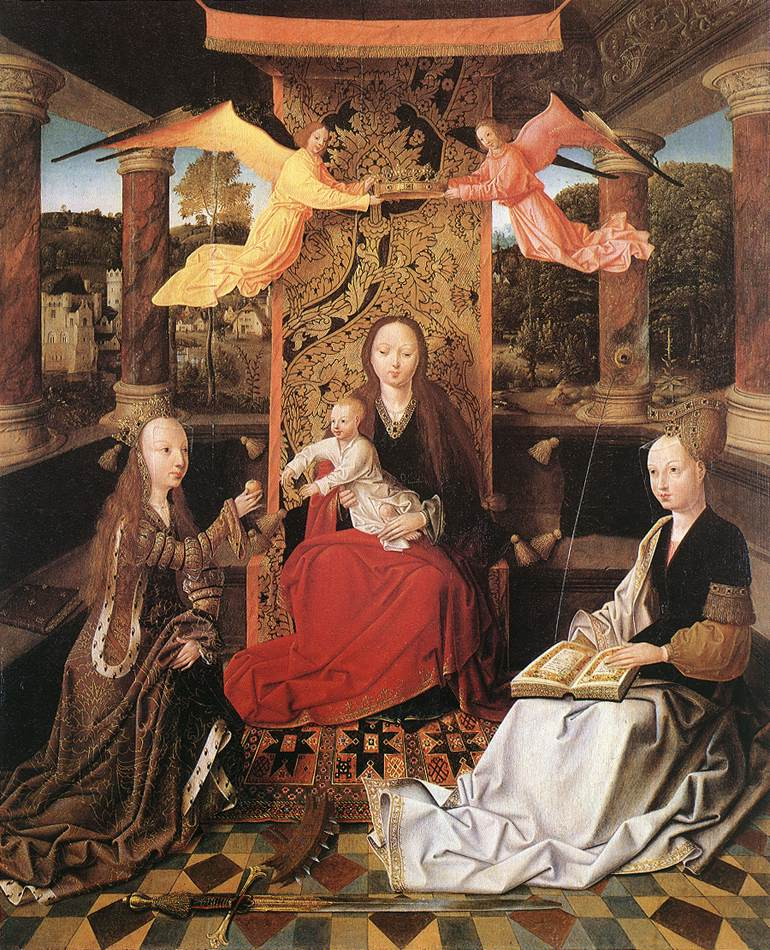
Madonna con il Bambino tra Santa Caterina d'Alessandria e Santa Barbara, Galleria degli Uffizi, Firenze

La sua opera, influenzata da Hans Memling e da Gerard David, viene raggruppata attorno al polittico dei Sette dolori della Vergine, proveniente dalla chiesa di Hoogstraten ed ora conservato al Museo Mayer van der Bergh di Anversa: si tratta di una coppia di ante con le raffigurazioni di San Giovanni Battista e di San Gerolamo, ora al Kunsthistorisches Museum di Vienna, mentre il resto con rappresentazioni della Vergine in Maestà e del trittico dell'Adorazione dei Magi si trovano nel museo di Anversa.

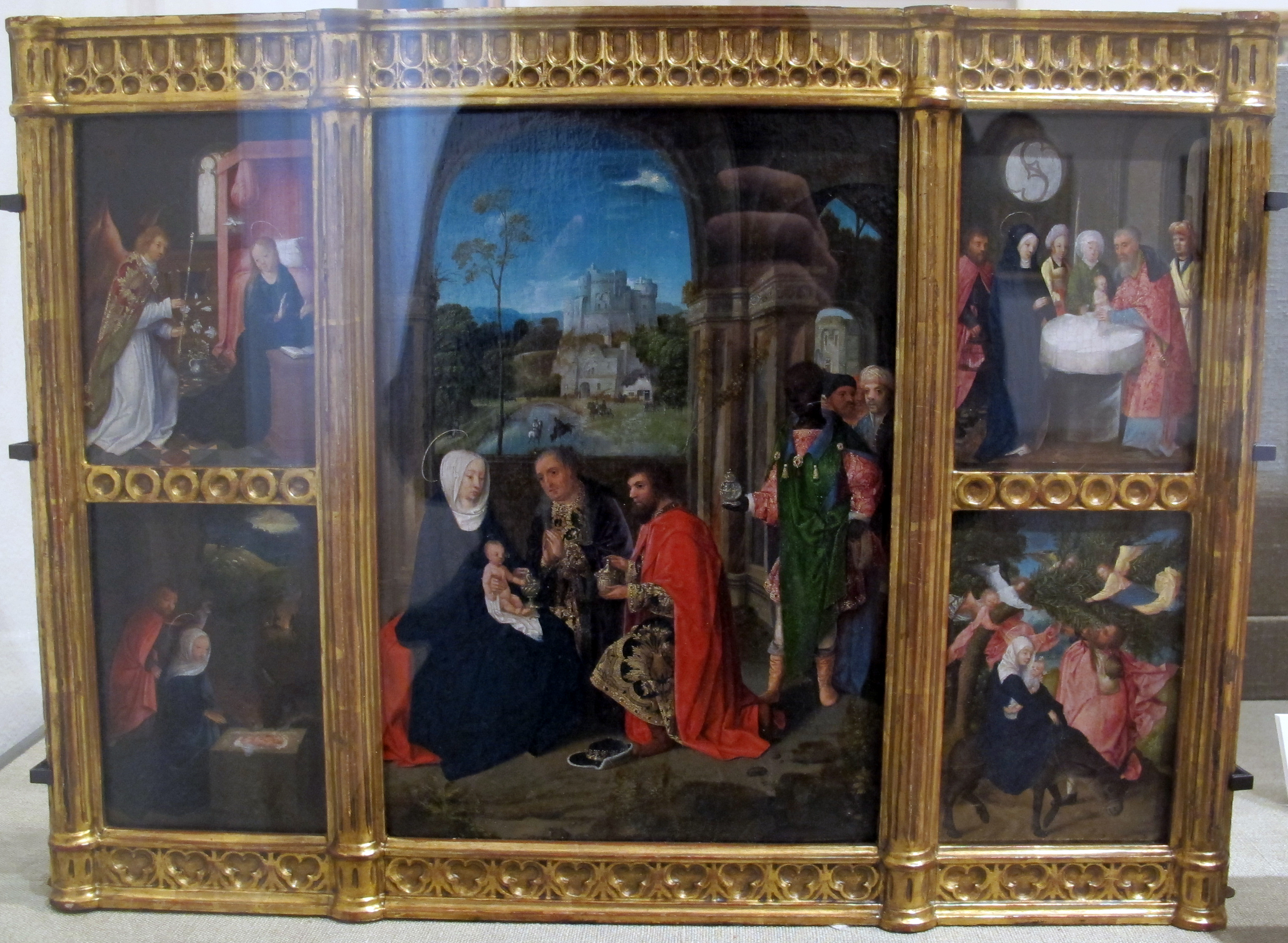
Altare dell'infanzia di Cristo, Philadelphia Museum of Art

In questi pannelli, dai colori vivi stesi in campiture piatte, pose ed effetti sono assai aggraziati. Si caratterizzano per i personaggi privi di espressione, le figure femminili, in particolare, sembrano pressoché irreali, mentre i paesaggi sono assai armoniosi.
È stato proposto il nome di Passcier van der Mersch, uno degli allievo del Memling.
Altre opere comprese nel catalogo di questo maestro anonimo:
- San Francesco d'Assisi che riceve le stigmate, Museo del Prado, Madrid
- Natività, Dickinson Gallery, Londra
- Madonna con il Bambino tra Santa Caterina d'Alessandria e Santa Barbara , Galleria degli Uffizi, Firenze
- Crocifissione, Musée des beaux-arts d'Angers, Angers
- Madonna con il Bambino e un angelo suonatore, Collezione privata